# Андреј Шифрер
Андреј Шифрер, (1. мај 1952, Стражишче при Крању) је словеначки певач и композитор забавне музике.

## Биографија
Музичку каријеру започео је 1971. године са групом Тектити. 1975. почиње да компонује и већ следеће године стиже до медијске пажње композицијом „Zoboblues“. Дипломирао на Правном факултету у Љубљани 1977. Шифрер ниже хитове као што су: "Все мањ је добрих гостилн", "Мој оче", "Бил сем млад", "Дебелухи", "Мартинов лулчек". Године 1988. добио је награду за композицију "За пријатеље". Власник је музичке опреме за једну од најгледанијих словеначких ТВ сапуница Наша локална заједница. Познат је по албуму Од шанка до шанка из 1979. Исти албум сврстан је на 90. место од 100 најбољих југословенских рок и поп албума 1998.
Хити почаси из 1990. је најпродаванији албум у Словенији деведесетих, са 90.000 продатих примерака.

## Дискогрфија
- Мој жуљ, 1978.
- Од шанка до шанка, 1979.
- Идеје изпод одеје, 1981.
- Нове прављице, 1983.
- Хити почаси, 1990.
- Бил сем млад, 1990.
- Underground cowboy, 1991.
- Оле, оле, оле..., 1993.
- Седем ирских ночи, 1994.
- Живљење је драг шпорт, 1995.
- Чакам, 1998.
- Шифрер & шлафроцк, 1999.
- Муза мој'га блуза, 2000.
- Спремените протокол, 2002.
- Кдај си задњич какшно ствар наредил првич?, 2006.
- Липицанци, 2009.
- Идеје 30 лет каснеје, 2011.
- Срце ин разум, 2015.

## Фестивали
Загреб:
- Брат (Вече слободних форми), '78
- Пјесма број 3 (Вече нових трендова шансоне), '86

Београдско пролеће:
- Љубав из трафике, '79

Опатија:
- Успаванка (Вече слободних форми, шансона), '80

Словенска попевка:
- За пријатеље, '98